# Helmut Dreizler
Helmut Dreizler   (* 30. März 1929 in Mannheim; † 31. Mai 2018) war ein deutscher Physikochemiker.
Dreizler promovierte 1957 an der Albert-Ludwigs-Universität Freiburg (Dissertation: Eine theoretische und experimentelle Untersuchung des Einflusses von Gittern und Querschnittsänderungen in einem Kanal auf Stoßwellen) und wurde dort 1966 Universitätsdozent. 1969 wurde er ordentlicher Professor für Physikalische Chemie an der Christian-Albrechts-Universität zu Kiel (Institut für Physikalische Chemie). 1994 wurde er emeritiert, blieb aber weiter wissenschaftlich aktiv.
Dreizler befasste sich mit Molekülphysik (Struktur und innere Dynamik) und Mikrowellenspektroskopie in der Gasphase. Er war ein Pionier der Fouriertransform-Mikrowellenspektroskopie an Molekularstrahlen und befasste sich besonders mit Rotationsspektren und Rotationsbarrieren freier Moleküle.
Er war mit der Tochter Marianne von Max Pfannenstiel verheiratet und hatte eine Tochter.